# Karen Araya
Karen Andrea Araya Ponce, née le 16 octobre 1990 à Puente Alto au Chili, est une joueuse internationale chilienne de football évoluant au poste de milieu de terrain au FC Nantes.

## Biographie
Avec l'équipe du Chili féminine de football, elle est notamment troisième du Sudamericano Femenino 2010 et finaliste de la Copa América féminine 2018.